# Hakeem Olajuwon
Hakeem Abdul Olajuwon (Lagos, 21 de enero de 1963) es un exjugador de baloncesto nigeriano, nacionalizado estadounidense, que disputó 18 temporadas en la NBA, 17 de ellas con los Houston Rockets. Con 2,13 metros de estatura, jugaba en la posición de pívot. Fue apodado Hakeem the Dream por haber salido de Nigeria y en tan solo unos años haber alcanzado el sueño americano de gran deportista y ganador de títulos. Es considerado por la mayoría de analistas como uno de los mejores pívots de la historia.
Obtuvo dos anillos de campeón de la NBA en 1994 y 1995, resultando MVP de las Finales en ambas ocasiones y MVP de la temporada 1994. Integró el mejor quinteto de la NBA en seis temporadas, el segundo quinteto en tres y el tercer quinteto en otras tres, y jugó 12 ediciones del All-Star. Además ganó la medalla de oro en los Juegos Olímpicos de 1996 con la selección de Estados Unidos.
En 1996 figuró entre los 50 mejores jugadores de la historia de la NBA, y en 2008 ingresó al Basketball Hall of Fame.

## Trayectoria deportiva

### Universidad

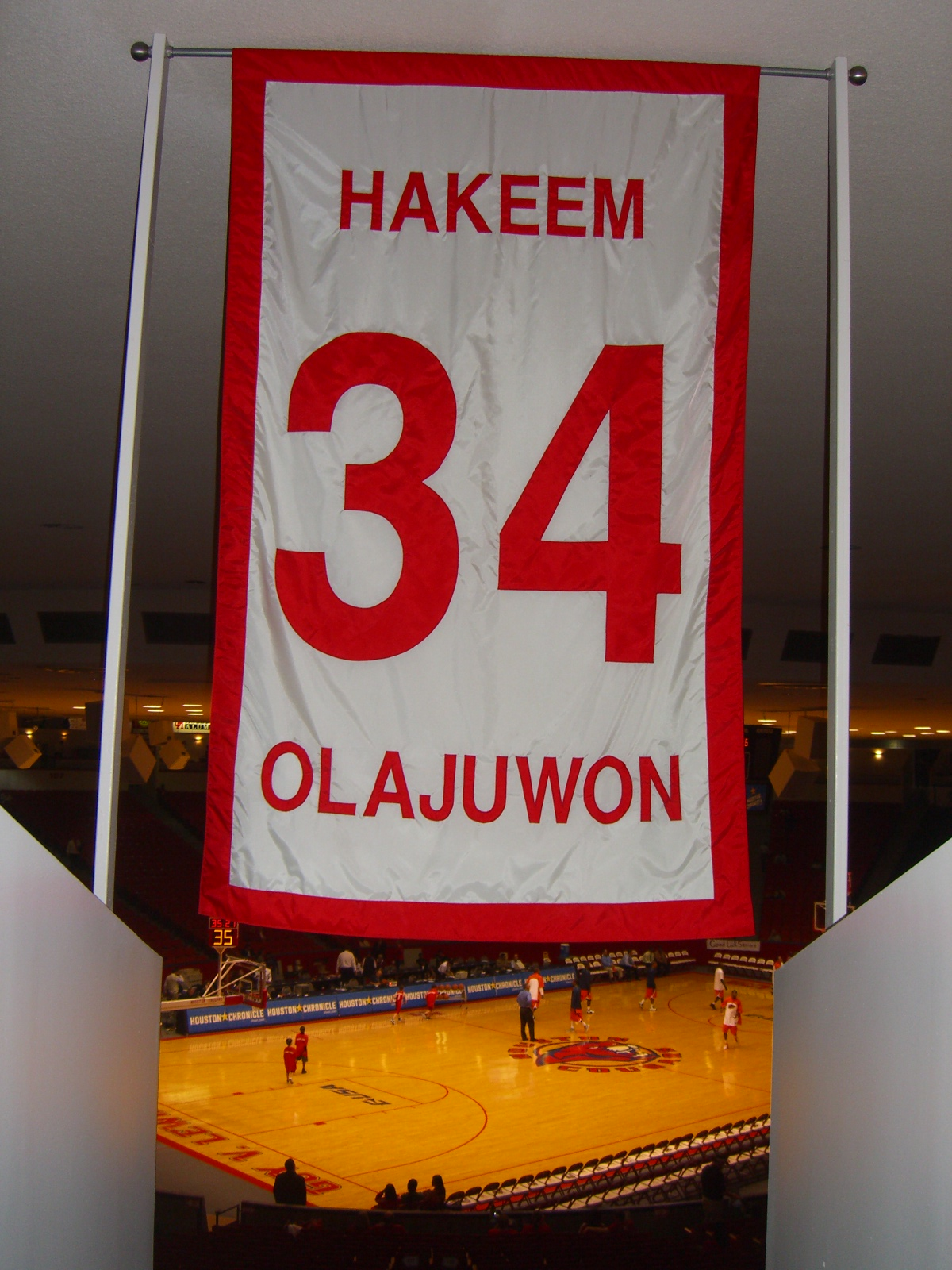
El número 34, retirado por los Cougars.

De ascendencia Yoruba, el nigeriano Olajuwon fue a Estados Unidos para jugar en la Universidad de Houston, a las órdenes del entrenador Guy Lewis. No fue ya como reclutado, sino que se le ofreció una visita a la universidad para entrenar para el cuerpo técnico, según una recomendación de un amigo de Lewis, que lo había visto jugar. Más adelante reconoció  que cuando originalmente llegó al aeropuerto en 1980 para la visita, no había ningún representante de la escuela para saludarlo. Cuando llamó al personal, le dijeron que tomara un taxi a la universidad.
Compartió equipo con Clyde Drexler para formar la "Phi Slamma Jamma", el nombre que se le dio al equipo entre 1982 y 1984 por su habilidad para los mates. Jugó con el nombre de "Akeem" en la espalda, para cambiarlo en 1991 por "Hakeem". Olajuwon ayudó a que los Cougars llegasen a las finales de la NCAA dos años consecutivos, pero perdieron primero contra North Carolina State en 1983 y Georgetown en 1984. Drexler se hizo profesional en 1983, dejando a Olajuwon solo en el equipo. 
Jugó tres temporadas con los Cougars, en las que promedió 13,3 puntos, 10,7 rebotes y 4,5 tapones por partido, siendo elegido Mejor Jugador del Torneo de la NCAA en 1983 y acabando como mejor reboteador de la NCAA la temporada siguiente.

### NBA

#### Las Torres Gemelas de Houston (1984-1987)
Fue considerado el número 1 del Draft de la NBA de 1984 por encima de Michael Jordan, Charles Barkley y John Stockton, posteriormente estrellas de la NBA, y fue elegido primero por los Houston Rockets. En los días previos a la lotería, la primera selección fue elegida tirando una moneda al aire, y un golpe de suerte colocó a Houston Rockets por encima de Portland Trail Blazers.
Los Rockets tuvieron un éxito inmediato durante la temporada como novato de Olajuwon, que compartió equipo con el Rookie del Año de 1984, Ralph Sampson, para formar el dúo original de la NBA conocido como las "Torres Gemelas". Llevaron a Houston a las finales de la NBA de 1986, donde perdieron contra los Boston Celtics.
Olajuwon hizo un promedio de 20,6 puntos, 11,9 rebotes y 2,68 tapones en su primera temporada. Terminó como subcampeón en la votación del rookie del año de 1985 tras Michael Jordan.

#### Años de transición (1987-1993)

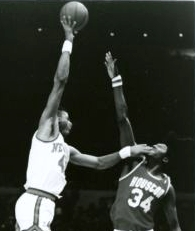
Olajuwon (derecha) defendiendo a Jawann Oldham.

Tras perder a Sampson primero por lesión y más tarde al ser traspasado, Olajuwon prosperó. Se convirtió en un fijo en el Primer Equipo de la NBA y adquirió la ciudadanía estadounidense en 1993.
Olajuwon se estableció como un gran jugador perfeccionando un conjunto de fintas y movimientos bajo el aro que fueron conocidos como Dream Shake. Tuvo intensas rivalidades con otros grandes pívots de la época, especialmente con Patrick Ewing y David Robinson, así como con su rival Karl Malone. En las finales contra Orlando Magic forjó su principal rivalidad, con Shaquille O'Neal, que se convertiría en su sucesor.

#### Años de campeonatos (1993-1995)
Olajuwon se ganó la reputación de ser un gran jugador de equipo y junto con David Robinson fue aclamado como el mejor pívot de su generación. Solía superar a pívots como Ewing, Dikembe Mutombo y O'Neal (en sus primeros años), y otros grandes defensores como Dennis Rodman o Malone. Sus batallas más difíciles fueron con su rival David Robinson, al que normalmente Olajuwon superaba en las estadísticas individuales. Los dos jugaban para franquicias tejanas distintas, pero Olajuwon perdía 12-30 contra Robinson en liga regular, aunque en playoffs lo superaba con un récord de 4-2.
Los Rockets de Olajuwon finalmente ganaron el título en 1994, en una serie épica de siete partidos contra los New York Knicks, el equipo de uno de sus perennes rivales, Patrick Ewing. Tras cinco partidos, los Knicks tomaron ventaja por 3-2. Los Rockets defendían una ventaja de 86-84 en los últimos segundos del sexto partido. En el último segundo, el alero tirador de los Knicks John Starks (que había anotado 27 puntos hasta entonces) tiraba un triple que podía valer las finales, pero Olajuwon hizo una de memorable jugada defensiva taponando el tiro. En el séptimo partido, Olajuwon dominó el juego, su doble-doble de 25 puntos y 10 rebotes bastó para vencer a los Knicks, trayendo el primer título a Houston desde que los Houston Oilers ganaran la AFL en 1961.
Hakeem estaba en la cumbre de su carrera. Ese año se convirtió en el único jugador de la historia de la NBA en ganar el MVP, MVP de las Finales y el Jugador Defensivo del Año en la misma temporada. La fama de Olajuwon fue bien merecida, ya que los Rockets fueron probablemente el campeón con menos posibilidades de todos los tiempos. Ninguno de los otros jugadores del equipo titular (Robert Horry, Otis Thorpe, Vernon Maxwell y Kenny Smith) ni el Sexto Hombre Sam Cassell eran considerados estrellas, hecho que se comprueba al ver que Olajuwon fue el único All-Star de los Rockets de ese año.
Los Rockets ganaron el título de nuevo en 1995, otra vez con Olajuwon como estrella. Esta vez de forma todavía más evidente, pues cuando los Rockets se enfrentaron a los Spurs en la serie, el candidato a MVP Robinson fue superado por Olajuwon en anotación por 35-24. Ni siquiera Rodman, uno de los jugadores que mejor defendían y más rebotes capturaba pudo ayudarle. Robinson le dijo a la revista Life Magazine "Hakeem? You don't solve Hakeem." ("¿Hakeem? No puedes hacer nada contra Hakeem."). Los Rockets ganaron todos los partidos de esa serie. En la final de la NBA, los Rockets barrieron a los Orlando Magic, liderados por un joven Shaquille O'Neal. El mundo entero del baloncesto había aguardado por el enfrentamiento entre los dos grandes pívots, y fue Olajuwon quien superó a O'Neal por 33-28 puntos por partido, elevando su propia marca de puntos por partido de la liga regular en cinco puntos, mientras que O'Neal bajó en uno. Como nota, Hakeem fue de nuevo el único jugador All-Star de los Rockets de ese año.
Es uno de los cuatro jugadores de la historia de la NBA que ha conseguido un cuádruple-doble. Concretamente, el 29 de marzo de 1990, contra Milwaukee Bucks, tras anotar 18 puntos, 16 rebotes, 10 asistencias, y poner 11 tapones. De hecho ha existido una histórica polémica al respecto, ya que solo veintiséis días antes, en otra actuación antológica contra los Golden State Warriors logró otro cuádruple-doble con 29 puntos, 18 rebotes, 9 asistencias y 11 tapones, porque le terminaron quitando una asistencia de las estadísticas.

#### Periodo post-campeonato (1995-2000)
La gloria de los Rockets acabó tan pronto como Michael Jordan volvió de su retirada, y sus Chicago Bulls dominaron de nuevo la liga durante los tres años siguientes, aunque los Rockets hicieron historia,no pudieron batir a los Bulls liderados por Jordan. De todos modos nunca se encontraron en playoffs porque los Rockets eran un equipo de la Conferencia Oeste y los Bulls de la Conferencia Este: la única forma de encontrarse en postemporada era en las finales de la NBA, pero los Rockets fallaron en el intento en los siguientes años a pesar del esfuerzo de Olajuwon, Drexler, Barkley y Scottie Pippen, adquirido en la campaña 98-99.

#### Toronto Raptors (2001-2002)
Houston se comenzó a reconstruir mediante la adquisición de jóvenes los aleros Cuttino Mobley y Steve Francis, co-Rookie del año en la temporada 1999-2000. El 8 de agosto de 2001 Hakeem fue traspasado a los Toronto Raptors, donde jugaría su última temporada en la NBA, haciendo un promedio de 7,1 puntos y 6,0 rebotes por partido (las más bajas de su carrera) antes de retirarse como uno de los mejores pívots de todos los tiempos. Poco después de su retirada, el número 34 fue retirado de los Houston Rockets. En su carrera en la NBA, Olajuwon promedió 21,8 puntos con un 51% de tiros de campo, 11,1 rebotes, 2,5 asistencias y 3,1 tapones en 1.238 partidos.

## Estadísticas de su carrera en la NBA
|  | Denota temporadas en las que fue Campeón de la NBA |
|  | Líder de la liga                                   |
|  | Récord NBA                                         |

### Temporada regular
| Año      | Equipo   | PJ    | PT    | MPP  | %TC  | %3P   | %TL  | RPP  | APP | ROB | TPP  | PPP  |
| -------- | -------- | ----- | ----- | ---- | ---- | ----- | ---- | ---- | --- | --- | ---- | ---- |
| 1984-85  | Houston  | 82    | 82    | 35.5 | .538 | —     | .613 | 11.9 | 1.4 | 1.2 | 2.7  | 20.6 |
| 1985-86  | Houston  | 68    | 68    | 36.3 | .526 | —     | .645 | 11.5 | 2.0 | 2.0 | 3.4  | 23.5 |
| 1986-87  | Houston  | 75    | 75    | 36.8 | .508 | .200  | .702 | 11.4 | 2.9 | 1.9 | 3.4  | 23.4 |
| 1987-88  | Houston  | 79    | 79    | 35.8 | .514 | .000  | .695 | 12.1 | 2.1 | 2.1 | 2.7  | 22.8 |
| 1988-89  | Houston  | 82    | 82    | 36.9 | .508 | .000  | .696 | 13.5 | 1.8 | 2.6 | 3.4  | 24.8 |
| 1989-90  | Houston  | 82    | 82    | 38.1 | .501 | .167  | .713 | 14.0 | 2.9 | 2.1 | 4.6  | 24.3 |
| 1990-91  | Houston  | 56    | 50    | 36.8 | .508 | .000  | .769 | 13.8 | 2.3 | 2.2 | 3.9  | 21.2 |
| 1991-92  | Houston  | 70    | 69    | 37.7 | .502 | .000  | .766 | 12.1 | 2.2 | 1.8 | 4.3  | 21.6 |
| 1992-93  | Houston  | 82    | 82    | 39.5 | .529 | .000  | .779 | 13.0 | 3.5 | 1.8 | 4.2* | 26.1 |
| 1993-94  | Houston  | 80    | 80    | 41.0 | .528 | .421  | .716 | 11.9 | 3.6 | 1.6 | 3.7  | 27.3 |
| 1994-95  | Houston  | 72    | 72    | 39.6 | .517 | .188  | .756 | 10.8 | 3.5 | 1.8 | 3.4  | 27.8 |
| 1995-96  | Houston  | 72    | 72    | 38.8 | .514 | .214  | .724 | 10.9 | 3.6 | 1.6 | 2.9  | 26.9 |
| 1996-97  | Houston  | 78    | 78    | 36.6 | .510 | .313  | .787 | 9.2  | 3.0 | 1.5 | 2.2  | 23.2 |
| 1997-98  | Houston  | 47    | 45    | 34.7 | .483 | .000  | .755 | 9.8  | 3.0 | 1.8 | 2.0  | 16.4 |
| 1998-99  | Houston  | 50    | 50    | 35.7 | .514 | .308  | .717 | 9.6  | 1.8 | 1.6 | 2.5  | 18.9 |
| 1999-00  | Houston  | 44    | 28    | 23.8 | .458 | .000  | .616 | 6.2  | 1.4 | .9  | 1.6  | 10.3 |
| 2000-01  | Houston  | 58    | 55    | 26.6 | .498 | .000  | .621 | 7.4  | 1.2 | 1.2 | 1.5  | 11.9 |
| 2001-02  | Toronto  | 61    | 37    | 22.6 | .464 | .000  | .560 | 6.0  | 1.1 | 1.2 | 1.5  | 7.1  |
| Total    | Total    | 1,238 | 1,186 | 35.7 | .512 | .202  | .712 | 11.1 | 2.5 | 1.7 | 3.1  | 21.8 |
| All-Star | All-Star | 12    | 8     | 23.2 | .409 | 1.000 | .520 | 7.8  | 1.4 | 1.3 | 1.9  | 9.8  |

### Playoffs
| Año   | Equipo  | PJ  | PT  | MPP  | %TC  | %3P  | %TL   | RPP  | APP | ROB | TPP | PPP  |
| ----- | ------- | --- | --- | ---- | ---- | ---- | ----- | ---- | --- | --- | --- | ---- |
| 1985  | Houston | 5   | 5   | 37.4 | .477 | —    | .1000 | 13.0 | 1.4 | 1.4 | 2.6 | 21.2 |
| 1986  | Houston | 20  | 20  | 38.3 | .530 | .000 | .638  | 11.8 | 2.0 | 2.0 | 3.5 | 26.9 |
| 1987  | Houston | 10  | 10  | 38.9 | .615 | .000 | .742  | 11.3 | 2.5 | 1.3 | 4.3 | 29.2 |
| 1988  | Houston | 4   | 4   | 40.5 | .571 | .000 | .884  | 16.8 | 1.8 | 2.3 | 2.8 | 37.5 |
| 1989  | Houston | 4   | 4   | 40.5 | .519 | —    | .680  | 13.0 | 3.0 | 2.5 | 2.8 | 25.3 |
| 1990  | Houston | 4   | 4   | 40.3 | .443 | —    | .706  | 11.5 | 2.0 | 2.5 | 5.8 | 18.5 |
| 1991  | Houston | 3   | 3   | 43.0 | .578 | .000 | .824  | 14.7 | 2.0 | 1.3 | 2.7 | 22.0 |
| 1993  | Houston | 12  | 12  | 43.2 | .517 | .000 | .827  | 14.0 | 4.8 | 1.8 | 4.9 | 25.7 |
| 1994  | Houston | 23  | 23  | 43.0 | .519 | .500 | .795  | 11.0 | 4.3 | 1.7 | 4.0 | 28.9 |
| 1995  | Houston | 22  | 22  | 42.2 | .531 | .500 | .681  | 10.3 | 4.5 | 1.2 | 2.8 | 33.0 |
| 1996  | Houston | 8   | 8   | 41.1 | .510 | .000 | .725  | 9.1  | 3.9 | 1.9 | 2.1 | 22.4 |
| 1997  | Houston | 16  | 16  | 39.3 | .590 | .000 | .731  | 10.9 | 3.4 | 2.1 | 2.6 | 23.1 |
| 1998  | Houston | 5   | 5   | 38.0 | .394 | .000 | .727  | 10.8 | 2.4 | 1.0 | 3.2 | 20.4 |
| 1999  | Houston | 4   | 4   | 30.8 | .426 | —    | .875  | 7.3  | .5  | 1.3 | .8  | 13.3 |
| 2002  | Toronto | 5   | 0   | 17.2 | .545 | —    | .667  | 3.8  | .4  | 1.4 | .8  | 5.6  |
| total | total   | 145 | 140 | 39.6 | .528 | .222 | .719  | 11.2 | 3.2 | 1.7 | 3.3 | 25.9 |

## Vida personal

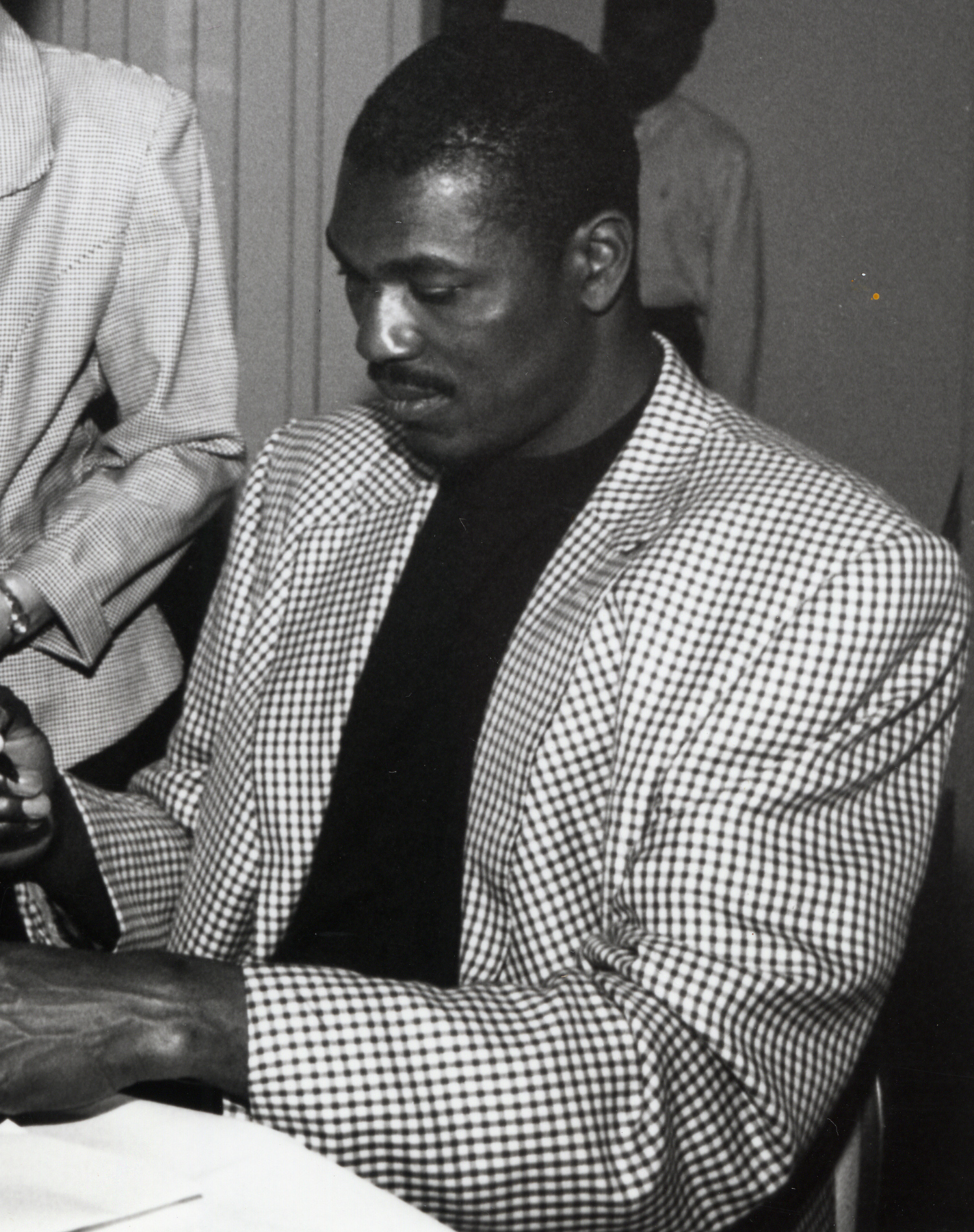
Olajuwon firmando autógrafos.

Olajuwon se casó con su actual esposa, Dalia Asafi, el 8 de agosto de 1996, en Houston. La pareja tiene cuatro hijos; dos niñas, Rahmah y Aisha y dos niños, Abdullah y Abdul. Además, Olajuwon tiene una hija, Abisola de una relación anterior con Lita Spencer, que la conoció en la universidad. Abisola jugó al baloncesto en la WNBA y representó, en 2006, a las West Girls en el McDonald's All-American Game.
Además de hablar inglés, habla fluidamente francés, árabe, y algún dialecto nigeriano como el Yoruba y el Ekiti.
En 1996, escribió su autobiografía titulada Living the Dream, junto con Peter Knobler. 
En total, en sus 18 temporadas en la NBA, se embolsó más de $110 millones de salario.
Al inicio de su carrera, firmó un patrocinio con LA Gear, pero más tarde se convirtió en la imagen de Spalding, donde sacaron la línea de calzado deportivo 'The Dream', que apenas costaban $40. Esto le convirtió en uno de los pocos deportistas, en respaldar una zapatilla deportiva que no fuera de Nike, Reebok, Adidas, u otras marcas minoristas de gran visibilidad. Como el mismo dijo:

"How can a poor working mother with three boys buy Nikes or Reeboks that cost $120? ... She can't. So kids steal these shoes from stores and from other kids. Sometimes they kill for them."

En 2014, en la Universidad de Houston, Olajuwon se especializó en educación física.

### Religión
Durante su etapa universitaria y en sus primeros años en la NBA, era indisciplinado, contestando a los árbitros, metiéndose en peleas menores con otros jugadores y acumulando faltas técnicas. Más tarde, se interesó activamente por la espiritualidad, convirtiéndose en un musulmán más devoto. En 1995, su compañero  Clyde Drexler dijo:

"His religion dominates his life"

El 9 de marzo de 1991, modificó su nombre de Akeem para el más convencional Hakeem, diciendo:

"I'm not changing the spelling of my name, I'm correcting it".

"I studied the Qur'an every day. At home, at the mosque ... I would read it in airplanes, before games and after them. I was soaking up the faith and learning new meanings each time I turned a page. I didn't dabble in the faith, I gave myself over to it."

A pesar de seguir estrictamente el Ramadán (es decir, abstenerse de comer y beber durante las horas de luz del día durante aproximadamente un mes), que se producía en mitad de la temporada, sus número no bajaban y seguía siendo uno de los pívots más determinantes del mundo.

## Logros y reconocimientos
Selección nacional
- Medallista de oro olímpico (1996)

Universidad
- Mejor Jugador del Torneo de la NCAA (1983)
- Mejor reboteador de la NCAA (1984)
- MVP de la Final Four NCAA (1983)

NBA
- Dos campeonatos de la NBA (1994, 1995)
- Dos veces MVP de las Finales de la NBA (1994, 1995)
- Una vez MVP de la Temporada de la NBA (1994)
- Dos veces Defensor del Año de la NBA (1993, 1994)
- Seis veces miembro del Primer Equipo de la NBA (1987, 1988, 1989, 1993, 1994, 1997)
- Tres veces miembro del Segundo Equipo de la NBA (1986, 1990, 1996)
- Tres veces miembro del Tercer Equipo de la NBA (1991, 1995, 1999)
- Cinco veces miembro del Equipo Defensivo de la NBA (1987, 1988, 1990, 1993, 1994)
- Doce veces All-Star (1985, 1986, 1987, 1988, 1989, 1990, 1992, 1993, 1994, 1995, 1996, 1997)
- Único jugador de la NBA en ganar el MVP, MVP de las finales y Jugador Defensivo del Año en una misma temporada (1994)
- Uno de los cuatro jugadores de la NBA en haber acabado un partido con un cuádruple-doble.
- Olajuwon también ganó los títulos de máximo reboteador y máximo taponador, convirtiéndose en el tercer jugador (tras Abdul-Jabbar y Bill Walton) en liderar la liga en ambas categorías en la misma temporada.
- Líder de todos los tiempos en tapones. También está en el top 10 en robos y lo estuvo en rebotes y anotación en el momento de su retirada.
- Premio ESPY al mejor jugador de la NBA (1995 y 1996)

Reconocimientos
- Elegido como uno de los 50 mejores jugadores de la historia de la NBA en 1996.
- Su dorsal número 34 fue retirado por Cougars.
- Su dorsal número 34 fue retirado por Houston Rockets.[16]
- Miembro del Basketball Hall of Fame desde 2008.
- Puesto #10 para el All-Time #NBArank de ESPN de 2016.[17]
- Puesto #12 para el Top100 de SLAM Magazine de 2018.[18]
- Elegido en el Equipo del 75 aniversario de la NBA en 2021.